# Baciala per me
Baciala per me (Kiss Them for Me) è un film del 1957 diretto da Stanley Donen.

## Accoglienza

### Critica
(Leo Pestelli su La Stampa dell'11 dicembre 1957)